# Pegomya manicata
Pegomya manicata este o specie de muște din genul Pegomya, familia Anthomyiidae. A fost descrisă pentru prima dată de Johann Andreas Schnabl în anul 1915. Conform Catalogue of Life specia Pegomya manicata nu are subspecii cunoscute.